# مابل دوايت
مابل دوايت (بالإنجليزية: Mabel Dwight)‏ (و. 1875 – 1955 م) هي فنانة من الولايات المتحدة الأمريكية .